# Dieter Basche

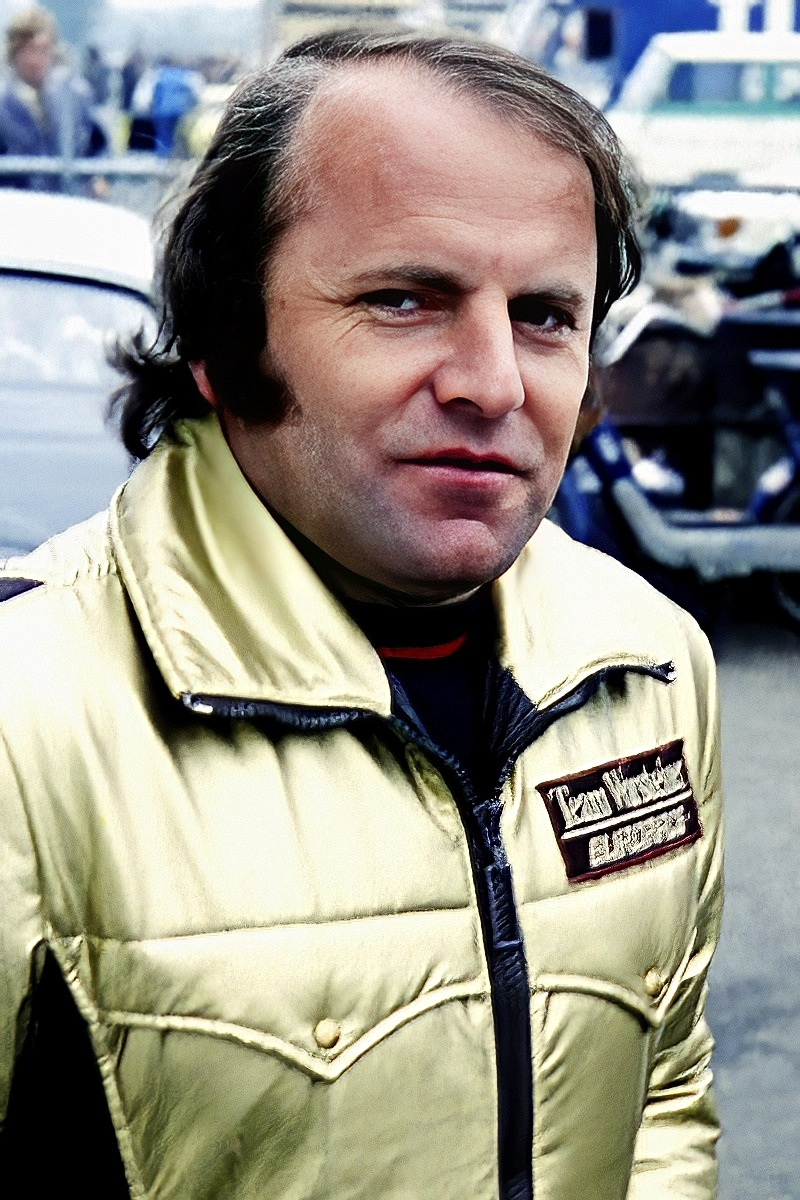
Dieter Basche 1975 in Zolder

Dieter Basche (* 31. Juli 1936 in Oberschleissheim; † 24. Dezember 2024) war ein deutscher Diplom-Ingenieur, Automobilrennfahrer und ab 1991 Audi-Motorsportchef.

## Karriere

### Rennfahrer
Dieter Basche startete seine Rennsportkarriere Ende der 1960er-Jahre im Tourenwagensport. Zur gleichen Zeit war er Leiter der BMW-Sportabteilung und an der Entwicklung der Formel-2-Rennwagen beteiligt. Die als Rennfahrer gesammelten Erfahrungen brachte er so direkt in die Entwicklung der BMW-Rennfahrzeuge ein.
Durch einige erfolgreiche Einsätze ab 1966 in der Deutschen Automobil-Rundstrecken-Meisterschaft mit einem BMW 1800 TI und BMW 2000 TI wurde er in das Formel-2-Werksteam aufgenommen.
1970 fuhr er den BMW F2 70/3 von Hubert Hahne beim Großen Preis von Baden-Württemberg auf den 7. Platz und startete auch beim Flugplatzrennen München-Neubiberg.
Seine größten Erfolge als Rennfahrer feierte Basche in der Deutschen Rennsport-Meisterschaft, wo er 1972 und 1973 auf einem BMW 2002 TI jeweils den 3. Rang in der Gesamtwertung erreichte.

### Audi Sport
1979 zog sich Basche als Rennfahrer zurück und ging zunächst als Ingenieur zu Audi, wo er später Technikchef wurde. Dort war er als Fahrwerksingenieur an der Entwicklung des Audi S1 beteiligt, mit dem Walter Röhrl 1985 die Rallye San Remo gewann.
Später verantwortete er als Audi-Technik- und Motorsportchef die Entwicklung des Audi V8 quattro DTM, mit dem 1990 Hans-Joachim Stuck und ein Jahr später Frank Biela DTM-Meister wurden.
Seine Nachfolge als Audi-Motorsportchef übernahm 1993 Wolfgang Ullrich.

## Tod
Er starb am Heiligen Abend 2024. Dieter Basche wurde 88 Jahre alt.

## Statistik

### Einzelergebnisse in der Sportwagen-Weltmeisterschaft
| Saison | Team                                                                      | Rennwagen              | 1   | 2   | 3   | 4   | 5   | 6   | 7   | 8   | 9   | 10  | 11  | 12  | 13  | 14  | 15  | 16  | 17  | 18  | 19  | 20  | 21  | 22  |
| ------ | ------------------------------------------------------------------------- | ---------------------- | --- | --- | --- | --- | --- | --- | --- | --- | --- | --- | --- | --- | --- | --- | --- | --- | --- | --- | --- | --- | --- | --- |
| 1963   | Dieter Basche                                                             | Steyr-Puch 650         | DAY | SEB | SEB | TAR | SPA | MAI | NÜR | CON | ROS | LEM | MON | WIS | TAV | FRE | CCE | RTT | OVI | NÜR | MON | MON | TDF | BRI |
| 1963   | Dieter Basche                                                             | Steyr-Puch 650         |     |     |     |     |     | 71  |     |     |     |     |     |     |     |     |     |     |     |     |     |     |     |     |
| 1968   | Caltex Racing                                                             | Porsche 911            | DAY | SEB | BRH | MON | TAR | NÜR | SPA | WAT | ZEL | LEM |     |     |     |     |     |     |     |     |     |     |     |     |
| 1968   | Caltex Racing                                                             | Porsche 911            |     |     | 23  |     |     |     |     |     |     |     |     |     |     |     |     |     |     |     |     |     |     |     |
| 1969   | Nikolaus Killenberg Chevron Germany Vereinigung Süddeutscher Autosportler | Chevron B8 Porsche 910 | DAY | SEB | BRH | MON | TAR | SPA | NÜR | LEM | WAT | ZEL |     |     |     |     |     |     |     |     |     |     |     |     |
| 1969   | Nikolaus Killenberg Chevron Germany Vereinigung Süddeutscher Autosportler | Chevron B8 Porsche 910 |     |     |     | DNF |     |     | DNF |     |     | 9   |     |     |     |     |     |     |     |     |     |     |     |     |
| 1970   | Gesipa Racing                                                             | Porsche 908            | DAY | SEB | BRH | MON | TAR | SPA | NÜR | LEM | WAT | ZEL |     |     |     |     |     |     |     |     |     |     |     |     |
| 1970   | Gesipa Racing                                                             | Porsche 908            |     |     |     | 11  |     |     |     |     |     |     |     |     |     |     |     |     |     |     |     |     |     |     |
| 1971   | Ernst Kraus                                                               | Porsche 908            | BUA | DAY | SEB | BRH | MON | SPA | TAR | NÜR | LEM | ZEL | WAT |     |     |     |     |     |     |     |     |     |     |     |
| 1971   | Ernst Kraus                                                               | Porsche 908            |     |     |     |     | 8   |     |     |     |     |     |     |     |     |     |     |     |     |     |     |     |     |     |
| 1972   | Ecurie Bonnier                                                            | Lola T290              | BUA | DAY | SEB | BRH | MON | SPA | TAR | NÜR | LEM | ZEL | WAT |     |     |     |     |     |     |     |     |     |     |     |
| 1972   | Ecurie Bonnier                                                            | Lola T290              |     |     |     |     | DNF |     |     |     |     |     |     |     |     |     |     |     |     |     |     |     |     |     |
| 1973   | Jolly Club                                                                | AMS 273                | DAY | VAL | DIJ | MON | SPA | TAR | NÜR | LEM | ZEL | WAT |     |     |     |     |     |     |     |     |     |     |     |     |
| 1973   | Jolly Club                                                                | AMS 273                |     |     |     | DNF |     |     |     |     |     |     |     |     |     |     |     |     |     |     |     |     |     |     |
| 1974   | Obermoser Racing                                                          | Toj SS02               | MON | SPA | NÜR | IMO | LEM | ZEL | WAT | LEC | BRH | KYA |     |     |     |     |     |     |     |     |     |     |     |     |
| 1974   | Obermoser Racing                                                          | Toj SS02               | DNF |     |     |     |     |     |     |     |     |     |     |     |     |     |     |     |     |     |     |     |     |     |